# Вышинский, Виктор Викторович
Виктор Викторович Вышинский (род. 1.01.1951, Москва) — советский российский учёный в области аэрогидродинамики, д.т. н. (2003), сотрудник ЦАГИ (1974—2008), профессор ФАЛТ МФТИ, декан ФАЛТ с 2008 по 2015 годы. Лауреат Первой Премии им. Н. Е. Жуковского, Премии ЦАГИ..

## Биография
Родился 1 января 1951 года в г. Москве. В 1974 году с отличием окончил ФАЛТ МФТИ.
Трудовую деятельность начал в ЦАГИ, через 20 лет начал преподавать в МФТИ, в 2008 году, в связи с избранием деканом ФАЛТ, полностью перешёл в МФТИ, как на основное место службы. Более подробно:
- 1974—2008: НИО-2, ЦАГИ (с 2000 г. начальник отдела).
- 1999—2001: НТЦ, ЛИИ им. Громова, руководитель проектов.
- 2003—2004: ОАО «Камов», руководитель расчётной группы.
- С 1994: преподаватель ФАЛТ МФТИ (курс лекций «Краевые задачи вычислительной гидромеханики»).
- С 2002: руководитель Учебно-научной инновационной лаборатории ФАЛТ МФТИ.
- 2008—2015: декан ФАЛТ МФТИ.

## Научные интересы
Численные методы аэрогидромеханики, турбулентность, безопасность полёта, струйно-вихревые следы, более общими словами — математическое моделирование, численные методы и комплексы программ.

## Организационно-научная деятельность
- Член диссертационных советов ЦАГИ и ВВИА им. Жуковского,
- член Американского общества аэронавтики и астронавтики (AIAA),
- член Американского общества инженеров транспорта (SAE),
- зам. гл. ред. «Труды ЦАГИ»,
- член редколлегий «Труды МГТУ ГА» и «Труды МФТИ» (оба издания — из списка ВАК),
- руководитель Международного авиационно-космического научно-гуманитарного семинара им. С. М. Белоцерковского[3][2].

## Образовательная деятельность
В МФТИ преподаёт с 1994 года, профессор кафедры физики полёта факультета аэромеханики и летательной техники МФТИ. Ведёт курс «Краевые задачи вычислительной гидромеханики».
В 2008 г. по рекомендации ЦАГИ был избран деканом ФАЛТ. В этой должности работал до 2015 года. Организовал Координационный совет ФАЛТ, подготовку целевых групп студентов в ЦАГИ, обеспечил укрепление материально-технической базы факультета.

## Награды и звания
- Лауреат Премии ЦАГИ (1984, в соавторстве).
- Лауреат Премии им. Н. Е. Жуковского (первой степени) (2003, в соавторстве).
- Почётная грамота Министерства промышленности и энергетики (2007) за большой личный вклад в развитие авиационной промышленности[4].

## Из библиографии
Книги
- Вышинский В. В.  Краевые задачи вычислительной аэрогидромеханики: учеб. пособие для вузов. МинОбрНауки РФ, МФТИ (ГУ). В 2 ч.
  - Ч. 1. Потенциальные и вихревые течения.— М. : МФТИ, 2007 .— 224 с. — Библиогр.: с. 222—223. — 200 экз. — ISBN 5-7417-0201-5.
  - Ч. 2. Течения вязкого газа и турбулентные течения.— М. : МФТИ, 2009. — 176 с. — Библиогр.: с. 173—175. — 200 экз. — ISBN 978-5-7417-0307-6.

Диссертации
- Вышинский, Виктор Викторович. Физико-математическая модель вихревого следа самолёта в турбулентной атмосфере : диссертация … доктора технических наук : 05.13.18. — Москва, 2002. — 278 с. : ил.

Статьи
В. В. Вышинский является автором более 140 статей (ссылки на библиограф. БД см. ниже).

## Любимые изречения великих
Своё выступление в качестве претендента на должность декана ФАЛТ в 2008 г. проф. В. В. Вышинский начал с двух близких ему цитат известных деятелей прошлого:
- «Диктует практика всегда» (Гегель)
- «Мы делали больше, чем понимали» (Э. Резерфорд)[6]